# 热尔米尼苏库隆
热尔米尼苏库隆（法語：Germigny-sous-Coulombs，法語發音：[ʒɛʁmiɲi su kulɔ̃] ⓘ，意为“库隆下方的热尔米尼”）是法国塞纳-马恩省的一个市镇，属于莫城区。

## 地理
热尔米尼苏库隆（49°3'52"N, 3°9'33"E）面积6.53 平方千米，位于法国法蘭西島大區塞纳-马恩省，该省份为法国北部内陆省份，北起瓦兹省，西接埃松省、马恩河谷省、塞纳-圣但尼省和瓦兹河谷省，南至卢瓦雷省，东南接约讷省，东临马恩省和奥布省，东北接埃纳省。
与热尔米尼苏库隆接壤的市镇（或旧市镇、城区）包括：冈德吕、瓦卢瓦地区库隆、迪西。

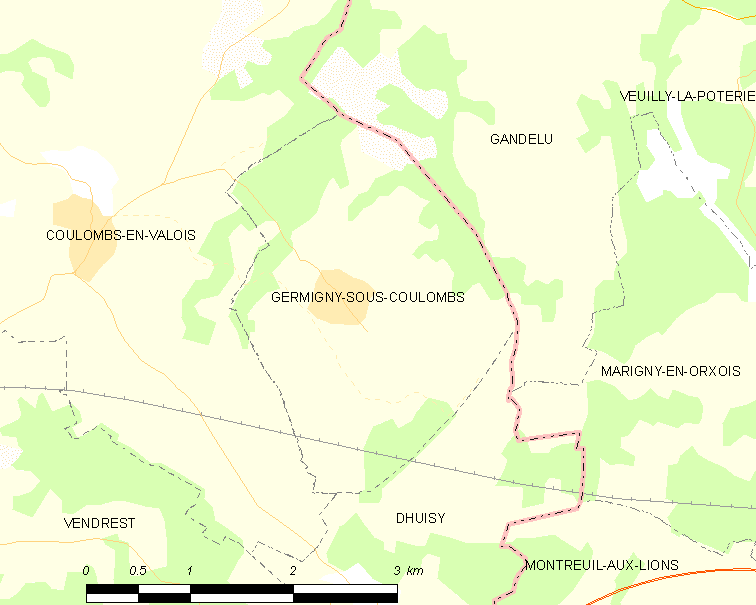
热尔米尼苏库隆的OSM定位图

热尔米尼苏库隆的时区为UTC+01:00、UTC+02:00（夏令时）。

## 行政
热尔米尼苏库隆的邮政编码为77840，INSEE市镇编码为77204。

## 政治
热尔米尼苏库隆所属的省级选区为拉费泰苏茹阿尔县。

## 人口

1962-2008年间热尔米尼苏库隆人口变化图示

热尔米尼苏库隆于2022年1月1日时的人口数量为203人。